# میکائل دیرستام
میکائل دیرستام (انگلیسی: Mikael Dyrestam؛ زادهٔ ۱۰ دسامبر ۱۹۹۱) بازیکن فوتبال سوئد اهل گینه است.
از باشگاه‌هایی که در آن بازی کرده است می‌توان به باشگاه فوتبال ان‌ئی‌سی نایمخن، باشگاه فوتبال السوند اف. کی، و باشگاه فوتبال گوتبورگ اشاره کرد.
وی همچنین در تیم‌های ملی فوتبال زیر ۱۹ سال سوئد، زیر ۲۱ سال سوئد، سوئد، و گینه بازی کرده است.

## آمار حرفه‌ای

### بازی‌های ملی
| تیم ملی | سال    | بازی‌ها | گل‌ها |
| ------- | ------ | ------ | ---- |
| سوئد    | ۲۰۱۲   | ۲      | ۰    |
| سوئد    | جمع کل | ۲      | ۰    |
| گینه    | ۲۰۱۹   | ۸      | ۰    |
| گینه    | ۲۰۲۰   | ۱      | ۰    |
| گینه    | جمع کل | ۹      | ۰    |
| جمع کل  | جمع کل | ۱۱     | ۰    |